# Akademia Nauk (wulkan)
Akademia Nauk (ros. Академия Наук) – czynny stratowulkan na Kamczatce w Rosji.

## Opis
Stratowulkan (1180 m n.p.m. ) we wschodniej części Kamczatki w Rosji. Zbudowany ze skał andezytowych, bazaltowych i dacytowych .
Jeden z trzech wulkanów powstałych w środkowym plejstocenie w szerokiej na 15 km kalderze . Kalderę Akademii Nauk (3 × 5 km) wypełnia Jezioro Karymski . Kaldera powstała w późnym plejstocenie, ok. 30 tys. lat temu .
Ostatnia erupcja miała miejsce 2 stycznia 1996 roku – był to jednodniowy wybuch pod północno-zachodnią częścią jeziora , który nastąpił po 4800 latach nieaktywności. Wybuch poprzedziła seria trzęsień ziemi.